# Fabryka Ernesta Wevera
Fabryka Ernesta Wevera – budynek dawnego zakładu tekstylnego z 2. połowy XIX wieku, mieszczący się przy ulicy Wólczańskiej 83 (róg Kopernika) w Łodzi. Obecnie jest własnością prywatną, nowy inwestor zmienia fabryczne hale na pomieszczenia biurowe.

## Historia
Fabryka, zaprojektowana przez Edwarda Creutzburga, została wybudowana w 1882 roku dla Ernesta Wevera. Wytwarzano w niej taśmy, koronki i guziki kokosowe. W pierwszym dziesięcioleciu XX wieku w zakładzie pracowało 420 osób. Budynek został rozbudowany w 1900 roku.
W 1930 roku, po śmierci właściciela, budynek przejął jeden z dyrektorów, tworząc w nim firmę „E. Wever, dzierżawca: Gustaw Patberg i S-ka” wytwarzającą taśmy, wstążki i koronki, przy czym przedsiębiorstwo to nie zajmowało całej fabryki. Pozostałe powierzchnie były wynajmowane, m.in. jednym z najemców był Gustaw Triebe („Triebe Gustaw”, Seiden– und Baumwolle–Bandfabrik), który w okresie okupacji niemieckiej 1939–1945 z czasem wykupił większość mniejszych zakładów mieszczących się w tym budynku.
Po II wojnie światowej utworzono Zjednoczone Fabryki Tasiem i Wstążek Patberg i Triebe, a następnie Państwowe Zakłady Przemysłu Pasmanteryjnego Łódź-Południe. Do końca XX wieku budynek był własnością Zakładów Przemysłu Pasmanteryjnego „Lenora”, potem został sprzedany prywatnemu inwestorowi.
W budynku mieścił się Ośrodek Działań Twórczych „Forum Fabricum”.
Budynek został wpisany do gminnej ewidencji zabytków miasta Łodzi.